# Deme Environmental Contractors
Deme Environmental Contractors of kortweg DEC is een, in 1999 toegevoegd, onderdeel van het internationale bedrijf DEME en gespecialiseerd in diverse activiteiten waaronder milieu-saneringen, waterzuivering, zandopruiming, heroriëntatie van Brownfields.
Initieel ontstond het bedrijf als een samenvoeging van verschillende bedrijven die opgericht waren in de jaren 80 tot een groot bedrijf. Zo werden NV Soils, NV Silt, NV Bitumar samengevoegd. In 2010 werden er twee dochterondernemingen opgericht: Purazur en Terrenata.
DEC is gekend vanwege verschillende projecten, waaronder de saneringen van het domein waarop de Olympische Spelen van 2012 plaatsvonden, de sanering van het gebied waar nu Park Spoor Noord te Antwerpen is